# Julian Assange
Julian Paul Assange (/əˈsɑːnʒ/; tên khai sinh: Hawkins; sinh ngày 3 tháng 7 năm 1971) là một biên tập viên, nhà xuất bản và nhà hoạt động chính trị người Úc, có công sáng lập WikiLeaks vào năm 2006. WikiLeaks nhận được sự chú ý quốc tế vào năm 2010 sau khi tổ chức này công bố một loạt các thông tin được cung cấp bởi Chelsea Manning, một nhà phân tích tình báo của Quân đội Hoa Kỳ. Những thông tin bị rò rỉ bao gồm video Giết người Ngoài dự kiến trong cuộc không kích Baghdad (tháng 4 năm 2010), nhật trình chiến tranh Afghanistan (tháng 7 năm 2010), nhật trình chiến tranh Iraq (tháng 10 năm 2010), và Cablegate (tháng 11 năm 2010). Sau vụ việc này, chính phủ Hoa Kỳ đã mở một cuộc điều tra hình sự nhắm vào WikiLeaks.
Tháng 11 năm 2010, Thụy Điển ban lệnh bắt giữ Assange trong phạm vi Liên minh Châu Âu với cáo buộc hành vi sai trái tình dục. Assange cho rằng đây chỉ là bước đầu trong quá trình dẫn độ ông sang Hoa Kỳ, bởi vai trò của ông trong vụ phát tán thông tin mật của quốc gia này.
Sau thất bại trong nỗ lực kháng dẫn độ, Assange vi phạm thỏa thuận tại ngoại và tị nạn tại Đại sứ quán Ecuador, London vào tháng 6 năm 2012. Ecuador chấp nhận cho ông tị nạn chính trị vào tháng 8 năm 2012 theo tiêu chí bị khủng bố chính trị, dựa trên giả định rằng nếu ông bị dẫn độ sang Thụy Điển thì rốt cuộc sẽ bị dẫn độ sang Mỹ. Bên khởi tố từ bỏ cuộc điều tra vào năm 2019, phát biểu rằng bằng chứng về vụ án "đã yếu đi đáng kể do một khoảng thời gian dài đã trôi qua kể từ khi diễn ra vụ việc đang được xét đến."
Tổng thống Ecuador Lenín Moreno cho biết vào ngày 27 tháng 7 năm 2018 rằng ông đã bắt đầu đàm phán với chính quyền Anh để rút đơn xin tị nạn cho Assange. Cảnh sát Vương quốc Anh đã vào Đại sứ quán Luân Đôn theo lời mời của Đại sứ Ecuador và bắt Assange vào ngày 11 tháng 4 năm 2019. Ông được chính quyền Anh trả tự do và phóng thích khỏi nhà tù Belmarsh vào ngày 26 tháng 6 năm 2024 và trở về Úc sau 5 năm bị giam giữ.

## Đời tư
Julian Paul Hawkins sinh ngày 3 tháng 7 năm 1971 tại Townsville, Queensland, với cha mẹ là Christine Ann Hawkins (sinh năm 1951), một nghệ sĩ thị giác, và John Shipton, một nhà hoạt động phản chiến và người xây dựng. Hai vợ chồng ly thân trước khi sinh Julian.
Khi Julian Hawkins tròn một tuổi, mẹ ông kết hôn với Richard Brett Assange, một diễn viên, hai người điều hành một công ty nhà hát nhỏ và Assange coi là cha của mình (chọn Assange làm họ). Tên họ Assange là một từ Tây phương hóa tên tiếng Trung Au Sang, từ một người đàn ông Đài Loan kết hôn với một phụ nữ đảo Torres Strait trên đảo Thursday. Mẹ ông có một ngôi nhà ở vịnh Nelly trên đảo Magnetic, nơi họ thỉnh thoảng tới đó cho đến khi nó bị lửa thiêu rụi.
Christine và Brett Assange ly dị khoảng năm 1979. Christine Assange sau đó đã có quan hệ với Leif Meynell, còn được gọi là Leif Hamilton, một thành viên của giáo phái Úc The Family, người mà cô có một đứa con trai trước khi hai người chia tay vào năm 1982. Assange có một tuổi thơ sống du mục, và đã từng sống ở hơn ba mươi  thị trấn Úc khi ông đến tuổi thiếu niên, và cuối cùng ông định cư với mẹ và anh trai cùng cha khác mẹ ở Melbourne, Victoria.
Ông theo học nhiều trường, bao gồm Trường tiểu học Goolmangar ở New South Wales (1979 ví1983)  và trường trung học bang Townsville, cũng như được học tại nhà. Ông học lập trình, toán học và vật lý tại Đại học Central Queensland (1994)  và Đại học Melbourne (2003-2006), nhưng không hoàn thành để có bằng cấp.
Khi còn ở tuổi thiếu niên, Assange kết hôn với một người phụ nữ tên Teresa và năm 1989 họ có một con trai, Daniel Assange, hiện là một nhà thiết kế phần mềm. Hai vợ chồng ly thân và ban đầu tranh chấp quyền nuôi con. Assange là người chăm sóc chính của Daniel trong phần lớn thời thơ ấu. Assange có những đứa con khác; trong một bức thư ngỏ gửi Tổng thống Pháp François Hollande, ông tuyên bố rằng đứa con út của ông sống ở Pháp với mẹ. Ông cũng nói rằng gia đình ông đã phải đối mặt với các mối đe dọa tử vong và quấy rối vì công việc của ông, buộc họ phải thay đổi danh tính và bớt liên lạc với ông.

## Hacking
"Chiến công" đầu tiên của Julian là bẻ khoá chương trình của chiếc máy tính Commodore 64. Cậu say mê  khám phá những thông điệp mà những nhà lập trình tạo ra trong các đoạn code. "Tôi bị cuốn hút bởi sự đơn giản trong mối quan hệ tương tác với máy tính. Điều này cũng giống như chơi cờ: quy tắc chơi rất đơn giản, nhưng để giải được các nước cờ thì bao giờ cũng phức tạp" – báo New Yorker dẫn lời Assange.
Năm 16 tuổi, Assange quyết định thử làm hacker thực thụ. Anh nhanh chóng được giới giang hồ ngả mũ kính chào vì khả năng bẻ khoá được đa số các hệ thống bảo vệ. Cùng một số người bạn Assange thành lập một nhóm hacker có nguyên tắc hành động rất hào hiệp: "Không gây hại đối với hệ thống máy tính mà bạn đột nhập vào. Không thay đổi thông tin lưu trữ trong hệ thống đó. Không chia sẻ thông tin với tất cả". 
Julian khi đó phải lòng một cô bé 16 tuổi. Họ dọn đến ở chung với nhau. Vài năm sau hai người kết hôn và có con. Cặp vợ chồng trẻ trải qua một số thời khắc phức tạp  liên quan đến hoạt động không mấy hợp pháp của Julian. Có lần cảnh sát đã tích thu toàn bộ các thiệt bị máy tính của anh, sau khi kết tội anh biển thủ tiền của Citibank. Tội này sau đó Assange được minh oan. "Kể từ đó tôi hiểu rằng cần phải thận trọng hơn" – Assange kể.
Cảnh điền viên gia đình của Assange kéo dài không lâu. Năm 1991, anh đột nhập thành công vào mạng viễn thông của Công ty Nortel và sa lưới.
Assange thất bại trong việc thuyết phục ban lãnh đạo Nortel không báo cho cảnh sát, nên có thể bị bắt bất cứ lúc nào và có nguy cơ bị án phạt từ 10 năm. Vào thời điểm khó khăn đó, vợ của Assange đã quyết định chia tay với người chồng hacker. 3 năm sau, phiên toà xét xử Assange diễn ra và đưa ra phán quyết rằng hành động của anh không gây thiệt hại cho Nortel. Phiên toà kết thúc với việc Assange phải nộp tiền phạt, nhưng anh không gọi được vợ đem con trở lại. 

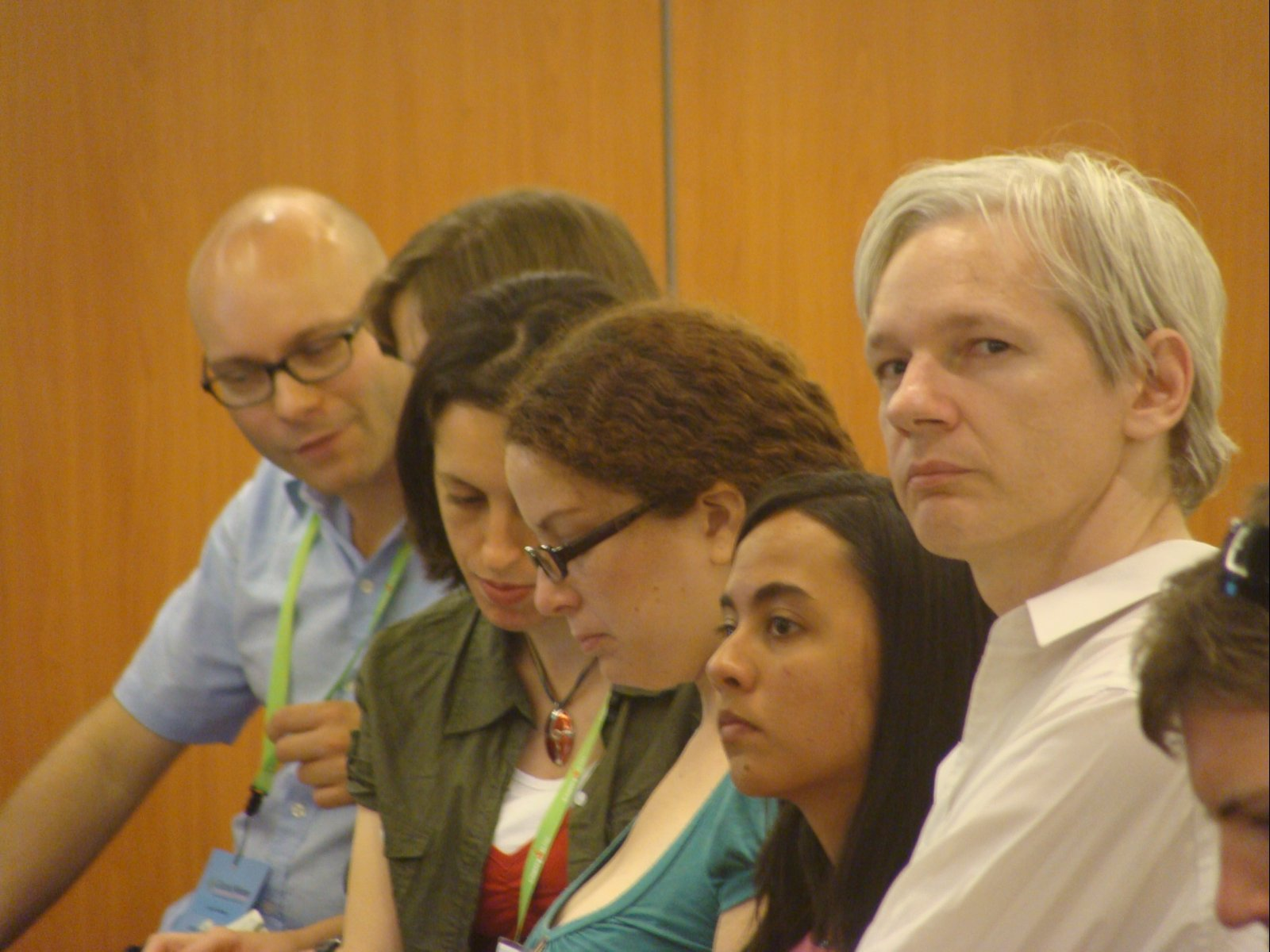

Website WikiLeaks.org được Assange dựng lên khi đã giã từ nghiệp hacker. Mục đích của website này là đăng tải những tài liệu mật theo tinh thần mà Assange tuyên bố là "đấu tranh với bộ máy kiểm duyệt toàn thế giới". Assange tụ tập một nhóm những người đồng quan điểm, làm việc ngày đêm để dự án ra đời. Dốc toàn tâm toàn lực vào cuộc chơi mới, Assange làm việc quên ăn quên ngủ. Anh ngồi lỳ trước máy tính, hàng tháng liền không ra khỏi phòng.
Cần ghi nhận rằng những tài liệu đầu tiên mà Wikileaks đăng tải không hề hấp dẫn quảng đại quần chúng. Trong số đó có thông tin về Alpha Sigma Tau  - hội sinh viên bí mật được thành lập tại một trường đại học của Mỹ, "hiến chương" của hội Tam hoàng, điều lệ của một giáo phái đa thê. Nhưng đến năm 2007 thì Wikileaks bắt đầu xuất hiện những văn bản đầu tiên gây chấn động, mà tiêu biểu là thông tin về những vụ biển thủ tài chính của ông Daniel Arap Moi – cựu Tổng thống Kenya. Và mãi đến năm 2010, "vinh quang thực sự" mới đến với Assange sau khi Wikileaks đăng tải những tài liệu phơi bày sự thật cuộc chiến của Mỹ tại Afghanistan và Iraq.
Theo đuổi sự nghiệp phơi bày những bí mật chính trị, ngoại giao..., bỏ sang một bên phong cách sống truyền thống, tự đặt mình và các đồng nghiệp vào vòng nguy hiểm, Assange tiếp tục đi theo những "lý tưởng" đặt ra từ thời trai trẻ tin tặc của mình. Rất khó để xác định xem ông nghiêm túc đến cỡ nào trong việc theo đuổi vinh quang, hay vinh quang tự tìm đến ông. Nhưng có điều rõ ràng là công việc của Assange đã thu hút sự chú ý của toàn thế giới
Tính đến cuối tháng 11 năm 2010, Julian Assange được tạp chí Forbes xếp hạng 68 trong danh sách người quyền lực nhất thế giới. Ngày 11 tháng 4 năm 2019, Julian Assange đã bị cảnh sát Thủ đô Luân Đôn, Anh bắt giữ tại Đại sứ quán Ecuador sau 7 năm tị nạn tại đây. Ngày 26 tháng 6 năm 2024, sau 5 năm bị giam giữ tại nhà tù Belmarsh, Julian Assange được chính quyền Anh trả tự do và ông trở về quê hương Úc.

## Dẫn nguồn
1. ↑  McGreal, Chris (ngày 5 tháng 4 năm 2010). "Wikileaks reveals video showing US air crew shooting down Iraqi civilians". The Guardian. London. Lưu trữ bản gốc ngày 26 tháng 6 năm 2011. Truy cập ngày 15 tháng 12 năm 2010.
2. ↑  "WikiLeaks names one-time spokesman as editor-in-chief". Associated Press. Truy cập ngày 26 tháng 9 năm 2018.
3. ↑  "The Julian Assange Show: Cypherpunks Uncut (p.1)" trên YouTube
4. ↑  Collateral Murder trên YouTube, 5 April 2000. Retrieved 28 March 2014.
5. ↑  "Q&A: Julian Assange and the law". BBC News. ngày 13 tháng 3 năm 2015. Truy cập ngày 5 tháng 2 năm 2016.
6. ↑  Yost, Pete (ngày 29 tháng 11 năm 2010). "Holder says WikiLeaks under criminal investigation". Boston Globe. Associated Press. Truy cập ngày 27 tháng 7 năm 2019.
7. ↑  "Wikileaks' Assange faces international arrest warrant". BBC News. ngày 20 tháng 11 năm 2010.
8. ↑  "Julian Assange should be extradited to Sweden: British MPs". Deutsche Welle. ngày 13 tháng 4 năm 2019. Truy cập ngày 28 tháng 9 năm 2020.
9. ↑  "What is Julian Assange accused of and why is the WikiLeaks founder being extradited?". The Telegraph (UK). ngày 25 tháng 2 năm 2020. Lưu trữ bản gốc ngày 10 tháng 1 năm 2022. Truy cập ngày 28 tháng 9 năm 2020.
10. ↑  Bowater, Donna (ngày 20 tháng 6 năm 2012). "Julian Assange faces re-arrest over breaching his bail condition by seeking asylum in Ecuador". The Daily Telegraph. Lưu trữ bản gốc ngày 10 tháng 1 năm 2022.
11. ↑  Neuman, William; Ayala, Maggy (ngày 16 tháng 8 năm 2012). "Ecuador Grants Asylum to Assange, Defying Britain". The New York Times (bằng tiếng Anh). ISSN 0362-4331. Truy cập ngày 27 tháng 6 năm 2021.
12. ↑  Wallace, Arturo (ngày 16 tháng 8 năm 2012). "Julian Assange: Why Ecuador is offering asylum". BBC. Truy cập ngày 16 tháng 5 năm 2019.
13. ↑  "Julian Assange: Sweden drops rape investigation". BBC. ngày 19 tháng 11 năm 2019. Truy cập ngày 11 tháng 1 năm 2022.
14. ↑  Barnes, Tom (ngày 27 tháng 7 năm 2018). "Assange will be removed from London embassy 'eventually', Ecuador says". The Independent. Truy cập ngày 29 tháng 7 năm 2018.
15. ↑  "Julian Assange: Wikileaks co-founder arrested in London". BBC. ngày 11 tháng 4 năm 2019. Truy cập ngày 11 tháng 4 năm 2019.
16. ↑  "Julian Assange heads to freedom. This is how the deal was done". BBC News (bằng tiếng Anh). ngày 25 tháng 6 năm 2024. Truy cập ngày 26 tháng 6 năm 2024.
17. 1 2  Glenda Kwek "Magnet cho rắc rối: cách Assange đi từ cuộc sống trên đảo đơn giản đến kẻ thù công cộng công nghệ cao số một," The Sydney Morning Herald, ngày 8 tháng 12 năm 2010. Truy cập ngày 16 tháng 3 năm 2014.
18. ↑  "Người sáng lập Wikileaks Julian Assange là một người Queensland sinh ra và lớn lên," Lưu trữ ngày 18 tháng 4 năm 2012 tại Wayback Machine The Courier-Mail, ngày 29 tháng 7 năm 2010. Truy cập ngày 16 tháng 3 năm 2014.
19. ↑  "Thông báo gia đình", Sydney Morning Herald, ngày 10 tháng 3 năm 1951. Truy cập ngày 17 tháng 3 năm 2014.
20. ↑  David Leigh và Luke Harding, WikiLeaks: Bên trong cuộc chiến bí mật của Julian Assange (London: Guardian Books, 2011; rev. Edn. Guardian Books / Faber và Faber, 2013), tr. 34.
21. 1 2  Richard Guilliatt, "Đối với John Shipton, Đảng Wikileaks không chỉ là một nguyên nhân chính trị", Người Úc, ngày 15 tháng 6 năm 2013. Truy cập ngày 16 tháng 3 năm 2014.
22. 1 2 3 4  Robert Manne (tháng 3 năm 2011). "The cypherpunk revolutionary: Julian Assange". The Monthly. Truy cập ngày 16 tháng 3 năm 2014. By the time he was addressing audiences worldwide, his 'father'—which Assange informed me is an amalgam of Brett Assange and John Shipton, created to protect their identities
23. 1 2 3  Raffi Khatchadourian, "Không có bí mật: Nhiệm vụ của Julian Assange về sự minh bạch hoàn toàn", The New Yorker, ngày 7 tháng 6 năm 2010. Truy cập ngày 16 tháng 3 năm 2014.
24. ↑  "Cuộc sống bí mật của Julian Assange," CNN, ngày 2 tháng 12 năm 2010. Truy cập ngày 16 tháng 3 năm 2014.
25. 1 2  Dominic Feain, "Rễ Lismore của người sáng lập WikiLeaks", Ngôi sao phương Bắc, ngày 29 tháng 7 năm 2010. Truy cập ngày 16 tháng 3 năm 2014.
26. ↑  Georgatos, Gerry (ngày 2 tháng 6 năm 2012). "Rights campaigner Julian Assange acknowledges his Torres Strait Islander form and content". Indymedia Australia. Truy cập ngày 10 tháng 10 năm 2018.
27. ↑  "Wikileaks founder Julian Assange a born and bred Queenslander". The Courier-Mail. ngày 29 tháng 7 năm 2010. Truy cập ngày 10 tháng 10 năm 2018.
28. ↑  "Julian Assange: 'We just kept moving'". ngày 23 tháng 9 năm 2011.
29. ↑  Leigh and Harding, WikiLeaks, trang 37 Hàng38.
30. ↑  Massimo Calabresi, "Cuộc chiến bí mật của WikiLeaks: hậu quả của sự thật" Lưu trữ ngày 25 tháng 2 năm 2016 tại Wayback Machine. Thời gian, ngày 2 tháng 12 năm 2010. Truy cập ngày 16 tháng 3 năm 2014.
31. ↑  Hans Ulrich Obrist, "In conversation with Julian Assange, Part I," Lưu trữ ngày 7 tháng 5 năm 2011 tại Wayback Machine e-flux, May 2011. Truy cập ngày 14 tháng 3 năm 2014.
32. ↑  Andrew O'Hagan, "Ghosting: Julian Assange," Tạp chí Sách London, tập. 36, không 5 (6 tháng 3 năm 2014), trang 5 bóng26. Truy cập ngày 15 tháng 3 năm 2014.
33. ↑  "Jeremy Geia first Australian to interview Assange," Lưu trữ ngày 26 tháng 1 năm 2014 tại Wayback Machine Gilimbaa, ngày 24 tháng 10 năm 2012. Truy cập ngày 16 tháng 3 năm 2014.
34. ↑  Frazer Pearce, "Assange đã học tại CQU,", Bản tin buổi sáng, ngày 18 tháng 12 năm 2010. Truy cập ngày 16 tháng 3 năm 2014.
35. ↑  "Gặp người Úc đằng sau Wikileaks," Stuff, ngày 7 tháng 8 năm 2008. Truy cập ngày 21 tháng 3 năm 2014. Xuất bản lần đầu trên tờ Sydney Morning Herald.
36. 1 2  Sarah Whyte, "Thúc đẩy bất đồng chính kiến như cha, như con trai", Sydney Morning Herald, ngày 6 tháng 12 năm 2010. Truy cập ngày 21 tháng 3 năm 2014.
37. ↑  Nick Johns-Wickberg, "Daniel Assange: Tôi chưa bao giờ nghĩ WikiLeaks sẽ thành công", Crikey, 17 tháng 9 năm 2010. Truy cập ngày 18 tháng 3 năm 2014.
38. ↑  "Assange lo ngại cho sự an toàn của con mình", Lưu trữ ngày 24 tháng 10 năm 2013 tại Wayback Machine News Online, ngày 30 tháng 9 năm 2012. Truy cập ngày 18 tháng 3 năm 2014.
39. ↑  "Julian Assange: "En m'accueillant, la France accomplirait un geste humanitaire"". Le Monde.fr. ngày 3 tháng 7 năm 2015. Truy cập ngày 8 tháng 7 năm 2015.
40. ↑  "The World's Most Powerful People" (Thông cáo báo chí). Forbes. 11/2010. Truy cập 27/9/2011. {{Chú thích thông cáo báo chí}}: Kiểm tra giá trị ngày tháng trong: |access-date= và |date= (trợ giúp)
41. ↑  "Julian Assange heads to freedom. This is how the deal was done". BBC News (bằng tiếng Anh). ngày 25 tháng 6 năm 2024. Truy cập ngày 26 tháng 6 năm 2024.